# Karel Victor zu Wied
Karel Victor (Carol Victor) Willem Frederik Ernst Günther zu Wied (Potsdam, 19 mei 1913 - München, 8 december 1973) was een Duitse prins uit het Huis Wied.
Hij was de enige zoon van Wilhelm zu Wied en Sophie van Schönburg-Waldenburg en een kleinzoon van de Nederlandse prinses Marie. Kort na zijn geboorte werd zijn vader gekozen tot vorst van Albanië. Een jaar later verhuisde het gezin daadwerkelijk naar hun nieuwe land, waar ze het - onbekend met volk en cultuur - maar een half jaar uithielden. Niettemin gold Karel Victor als erfprins van Albanië.
Hij trouwde in 1966 met de Amerikaanse Eileen Johnston (1923-1985) met wie hij geen kinderen kreeg. Zeven jaar na zijn huwelijk overleed hij in München, waarna zijn lichaam werd bijgezet in Neuwied.